# 國家英雄萬神殿

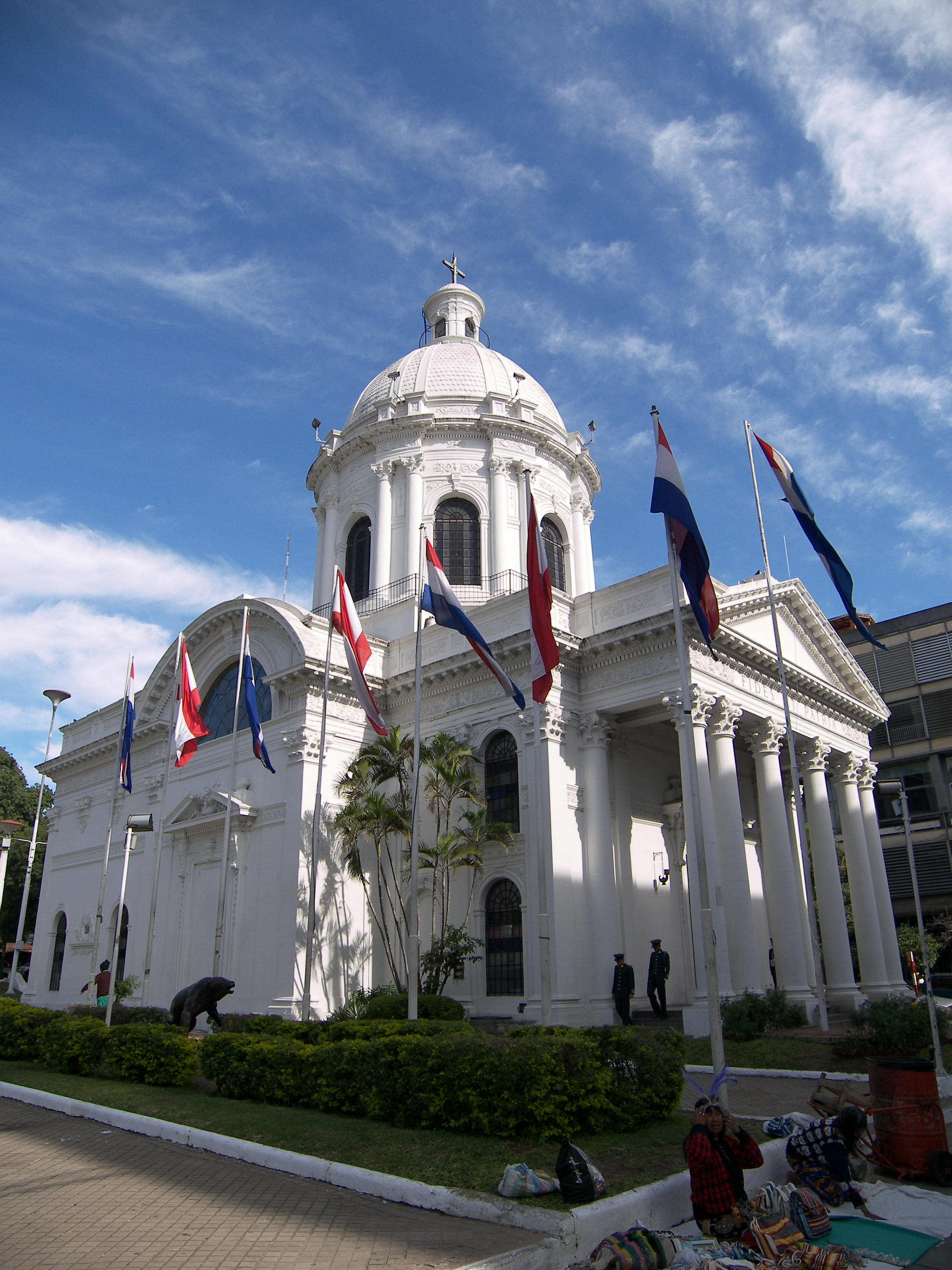
國家英雄萬神殿

國家英雄萬神殿（西班牙語：Panteón Nacional de los Héroes）是位在巴拉圭首都亞松森的建築，於1863年10月由時任總統弗朗西斯科·索拉諾·洛佩斯下令建造聖母升天禮拜堂、意大利建築師亞歷杭德羅·拉維扎與賈科莫·科隆比諾共同合作設計。但由於爆發三國同盟戰爭，這座建築在70多年的時間裡一直無法完工，直至1936年查科战争戰後才竣工，於該年10月12日落成，並根據總統令將其改建為國家英雄萬神殿，以紀念在三國同盟戰爭、查科戰爭等戰役中為國捐軀的先烈。

## 概要
萬神殿安葬著巴拉圭歷史上具有重要意義的人物，例如首任總統卡洛斯·安東尼奧·洛佩斯與弗朗西斯科·索拉諾·洛佩斯元帥父子以及巴拉圭紅黨創始人贝纳迪诺·卡瓦列罗、查科战争時的總統尤塞比奥·阿亚拉、艾利希奧·阿亞拉和何塞·费利克斯·埃斯蒂加里维亚元帥夫婦以及獨立英雄安東尼奧·托馬斯·耶格羅斯、戰爭英雄何塞·埃杜維吉斯·迪亞茲和愛國詩人艾米利亞諾·R·費南德茲。此外，在殿中還安葬有在阿科斯塔努戰役中犧牲的兒童烈士以及波格隆戰役中的兩名無名烈士遺骸。
聖殿牆上懸掛有無數外國元首、王室贈送的榮譽牌匾，以向巴拉圭海軍、空軍等軍種表示祝賀和讚賞。萬神殿的正面有一則拉丁銘文“Fides et Patria”，意指“我的信仰和我的國家”。

## 外部連結
- The National Pantheon of Heroes （页面存档备份，存于）